# Ceylania
Ceylania – rodzaj chrząszczy z rodziny kózkowatych i podrodziny zgrzypikowych.

## Zasięg występowania
Przedstawiciele tego rodzaju występują na Sri Lance.

## Systematyka
Do Ceylania zaliczane są 2 gatunki:
- Ceylania ceylonica
- Ceylania ovalipennis